# Forcipomyia kaufmannae
Forcipomyia kaufmannae är en tvåvingeart som beskrevs av Wirth och Derron 1976. Forcipomyia kaufmannae ingår i släktet Forcipomyia och familjen svidknott.
Artens utbredningsområde är São Tomé. Inga underarter finns listade i Catalogue of Life.